# Betsy Brantley
Betsty Brantley (White Plains, 20 settembre 1955) è un'attrice e cantante statunitense.
Negli anni 80 ha recitato a Londra nei musical The Best Little Whorehouse in Texas (1981) e Guys and Dolls (1984-1985), per cui è stata candidata al Laurence Olivier Award alla migliore attrice in un musical.

## Filmografia
- Shock Treatment, regia di Jim Sharman (1981)
- Cinque giorni una estate (Five Days One Summer), regia di Fred Zinnemann (1982)
- Another Country - La scelta (Another Country), regia di Marek Kanievska (1984)
- Quarto protocollo (The Fourth Protocol), regia di Frederick Forsyth (1987)
- La storia fantastica (The Princess Bride), regia di Rob Reiner (1987)
- Arma non convenzionale (Dark Angel), regia di Craig R. Baxley (1990)
- Havana, regia di Sydney Pollack (1990)
- Omicidi di provincia (Flesh and Bone), regia di Steve Kloves (1993)
- Washington Square - L'ereditiera (Washington Square), regia di Agnieszka Holland  (1997)
- Deep Impact, regia di Mimi Leder (1998)
- Rogue Trader, regia di James Dearden (1999)
- Colpevole d'innocenza (Double Jeopardy) regia di Bruce Beresford (1999)
- Kimi - Qualcuno in ascolto (Kimi), regia di Steven Soderbergh (2022) – voce

## Doppiatrici italiane
- Emanuela Rossi in Arma non convenzionale